# Can Molines (la Seu d'Urgell)
Can Molines és una casa situada a la rotonda de davant la plaça de les Monges al carrer Pau Claris de la Seu d'Urgell (Alt Urgell) protegida com a Bé Cultural d'Interès Local.

## Descripció
Edifici aïllat envoltat d'una zona enjardinada. És tracta d'una construcció de planta en forma de U, situada al l'avinguda Pau Claris, que segueix el model de vil·la classicista. La utilització i la barreja de diferents elements arquitectònics és un dels seus trets més característics.